# Hosszú fejizom

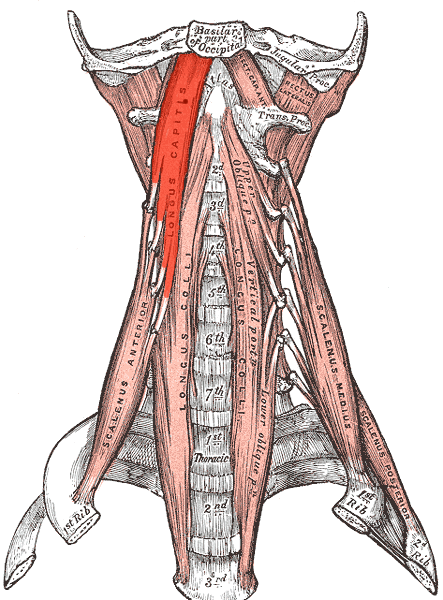
A nyak izmai (a vörös jelöli a longus capitist)

A musculus longus capitis egy izom az ember nyakában.

## Eredés, tapadás, elhelyezkedés
A III., IV., V. és a VI. nyakcsigolya processus transversus vertebraenek a tuberculum anterior vertebrae cervicalisáról ered. A pars basilaris ossis occipitalison tapad.

## Funkció
Feszíti a nyakat.

## Beidegzés, vérellátás
A plexus cervicalis egyik része idegzi be. Az aorta muscularis ágai látják el vérrel.

## Külső hivatkozások
- Definíció
- Definíció Archiválva 2007. szeptember 29-i dátummal a Wayback Machine-ben